# USS Triton (SSRN-586)
| АПЧ типу «Тритон»          | АПЧ типу «Тритон»                                      | АПЧ типу «Тритон»                                      |
| -------------------------- | ------------------------------------------------------ | ------------------------------------------------------ |
| USS Triton (SSN-586)       |                                                        |                                                        |
|                            |                                                        |                                                        |
| Човен “Тритон”             |                                                        |                                                        |
| Під прапором               | США                                                    | США                                                    |
| Спуск на воду              | 19 серпня 1958 (1 човен)                               | 19 серпня 1958 (1 човен)                               |
| Виведений зі складу флоту  | 3 травня 1969                                          | 3 травня 1969                                          |
| Сучасний статус            | утилізований                                           | утилізований                                           |
| Проєкт                     |                                                        |                                                        |
| Тип ПЧ                     | АПЧТ                                                   | АПЧТ                                                   |
| Розробник проєкту          | Electric Boat                                          | Electric Boat                                          |
| Класифікація НАТО          | Triton                                                 | Triton                                                 |
| Основні характеристики     |                                                        |                                                        |
| Швидкість (надводна)       | 30 вузлів (56 км/год)                                  | 30 вузлів (56 км/год)                                  |
| Швидкість (підводна)       | 27 вузлів (51 км/год)                                  | 27 вузлів (51 км/год)                                  |
| Гранична глибина занурення | 210 м                                                  | 210 м                                                  |
| Автономність плавання      | 75 днів , 150000 миль (245 000 км ходу)                | 75 днів , 150000 миль (245 000 км ходу)                |
| Екіпаж                     | 172 особи (159 після 1961)                             | 172 особи (159 після 1961)                             |
| Розміри                    |                                                        |                                                        |
| Довжина найбільша (по КВЛ) | 136,4 м                                                | 136,4 м                                                |
| Ширина корпусу найб.       | 11,3 м                                                 | 11,3 м                                                 |
| Висота                     | 21,3                                                   | 21,3                                                   |
| Середня осадка (по КВЛ)    | 7,2 м                                                  | 7,2 м                                                  |
| Водотоннажність надводна   | 6060 т                                                 | 6060 т                                                 |
| Озброєння                  |                                                        |                                                        |
| Торпедно- мінне озброєння  | 6 носових ТА калібру 21 дюймів — 533 мм, 24-27 торпеди | 6 носових ТА калібру 21 дюймів — 533 мм, 24-27 торпеди |
| Зображення на Вікісховищі  |                                                        |                                                        |

 USS Triton (SSRN-586)  — унікальний підводний човен ВМС США. Відомий тим, що на початку 1960 року здійснив першу в світі підводну навколосвітню подорож Sandblast, (операція ВМС США). Єдиний американський підводний човен з двома ядерними реакторами. Проєктувався як підводний човен радіолокаційного дозору, потім переобладнаний в багатоцільовий. В момент передачі флоту в 1959 році це був найбільший і найдорожчий ($ 109 млн, включаючи ядерне паливо) підводний човен в світі.
У 1962 році, з початком будівництва літаків АВАКС  WF-2 Tracer, функція радіолокаційного дозору стала неактуальною для підводних човнів і він був переобладнаний в багатоцільовий, а в 1964 році став флагманом атлантичних підводних сил. 1969 року він першим з американських атомних підводних човнів був виведений зі складу флоту. До 1993 року човен знаходився на стоянці резервного флоту в Норфолку. 1993 року човен відбуксирували на верф в П'юджет-Саунд на утилізацію 1 жовтня 2007 «Тритон» встав в док на утилізацію, котра завершилася 30 листопада 2009 року.

## Історія

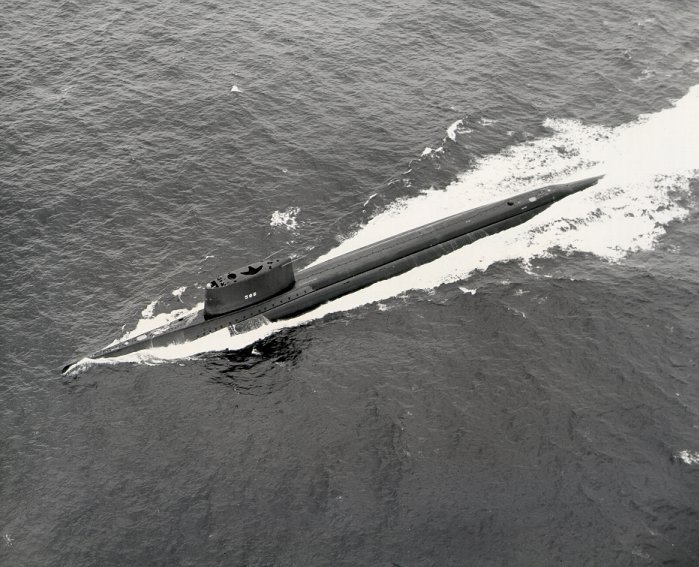
Випробовувальне плавання (27 вересня 1959)

«Тритон» належав до атомних підводних човнів першого покоління. .  Поряд із звичайною службою у ВМС США ці човни виконували так само роль експериментальних кораблів 
Підводні човни радіолокаційного дозору (SSR по класифікації кораблів ВМС США) розроблялися в післявоєнний період для розвідки, електронного спостереження та управління винищувачами перехоплювачами для передових сил флоту. На відміну від есмінців, що використовувалися для радіолокаційного дозору в роки  Другої світової війни, підводні човни володіли більшою скритністю і могли зануритися в разі виявлення противником.  Завдяки двом ядерними реакторів проєктна швидкість «Тритона» становила 28 вузлів як на поверхні, так і під водою. 
27 вересня 1959 під час ходових випробувань «Тритон» перевищив рубіж 30 вузлів .  «Тритон» став єдиним атомним підводним човном, за винятком радянських, побудованої за двореакторною схемою. 

Повна проєктна потужність двох реакторів складала 34 000 к.с., однак на ходових випробуваннях «Тритон» розвинув потужність 45000 к.с. і, як стверджував його перший командир капітана 1 рангу Е. Біч, міг у разі потреби досягти 60 000 к.с. & 

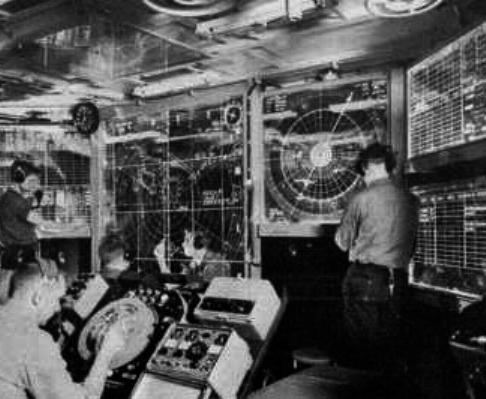
Табло статусу та консолі радарів в інформаційно-командному центрі «Тритона»

Реактор № 1, розташований спереду, забезпечував паром носове машинне відділення і гвинт правого борта. Реактор № 2 розташовувався ззаду, забезпечуючи паром кормове машинне відділення і лівий гвинт. Кожен реактор міг забезпечувати енергією обидві турбіни, в разі потреби можливе було також перехресне включення реакторів  
Це забезпечувало високу надійність рухової установки, завдяки чому «Тритон» був обраний  для здійснення першого в світі підводного навколосвітнього плавання.  
Двореакторна енергетична установка «Тритона» переслідувала декілька військових та інженерних цілей, насамперед забезпечення високої швидкості, необхідної для виконання функцій радіолокаційного дозору. Конструкція енергетичної установки «Тритона» досі залишається предметом суперечок і припущень. На початку 1950-х років розробники  підрозділу морських реакторів Комісії США з атомної енергетики (US Atomic Energy Commission) були стурбовані потенційною ненадійністю однореакторної установки для спеціальних операцій , насамперед для плавання під арктичними льодами .
Реактори SAR були першими серійними реакторами General Electric для ВМС США, і досвід їх розробки використовувався компанією в подальшій роботі над реактором HPR (High Power Reactor), яка призвела до створення реакторів  D1G і D2G , встановлених на надводних кораблях типу  «Бейнбрідж»,  «Тракстан»,  «Каліфорнія» і  «Вірджинія»
Крім того, в ВМС США обговорювалися шляхи поліпшення ефективності субмарин, насамперед підвищенням підводної швидкості. «Тритон» досяг високої швидкості швидше за рахунок потужного двигуна, ніж за рахунок ефективної гідродинамічної форми по типу  «Альбакора». Надалі застосування оптимальної краплеподібної форми корпусу на АПЧ «Скіипджек» дозволило досягти тієї ж швидкості з менш потужним двигуном. 
Для забезпечення функції радіолокаційного дозору «Тритон» спочатку був оснащений першим в ВМС США трикоординатним пошуковим радаром з електронним скануванням AN / SPS-26, тестування котрого почалося в 1953 році. Перший екземпляр був встановлений на борту флагмана  «Норфолк», а в 1959 році таким же радаром був оснащений «Тритон». Завдяки електронному скануванню за кутом місця, AN / SPS-26 не мав потреби в окремому радарі для визначення висоти цілі. Версія AN / SPS-26 для підводних човнів, позначена як BPS-10, перебувала на стадії проєктування і планувалася до установки на «Тритон». Бойовий інформаційний центр «Тритона» розташовувався в окремому відсіку між реактором і оперативним відсіком .  

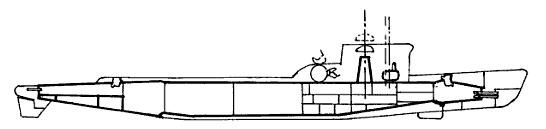
Схема атомного підводного човна радіолокаційного дозору (1954)

У первинному проєкті човен мала трирівневий корпус з бойовим інформаційним центром, розташованим на середньому рівні. Спочатку на «Тритон» була встановлена здвоєна радарна установка, аналогічна неядерним човнам радіолокаційного дозору «Сейлфіш»  : оглядовий радар AN / BPS-2 і радар визначення висоти AN / BPS-3, розташовані в високою ступінчастою надбудовою.  Вартість будівництва оцінювалася в $ 78 млн. Установка трикоординатного радара AN / SPS-26 дозволила відмовитися від здвоєного радара AN / BPS-2/3. 
«Тритон» мав стати головним кораблем великої серії підводних човнів радіолокаційного дозору. В грудня 1955 року планувалося мати 5 авіаносних ударних груп, до складу кожної з яких мали входили 2 човни цього типу. Всього планувалося мати 10 таких човнів - 2 дизельних, типу «Сейлфіш», і 8 типу «Тритон».  У 1957 році було вирішено сформувати лише одну атомну авіаносну групу з 4 човнами типу «Тритон», і ще 4 неатомних авіаносних групи з двома дизель-електричними човнами радіолокаційного дозору в кожній.

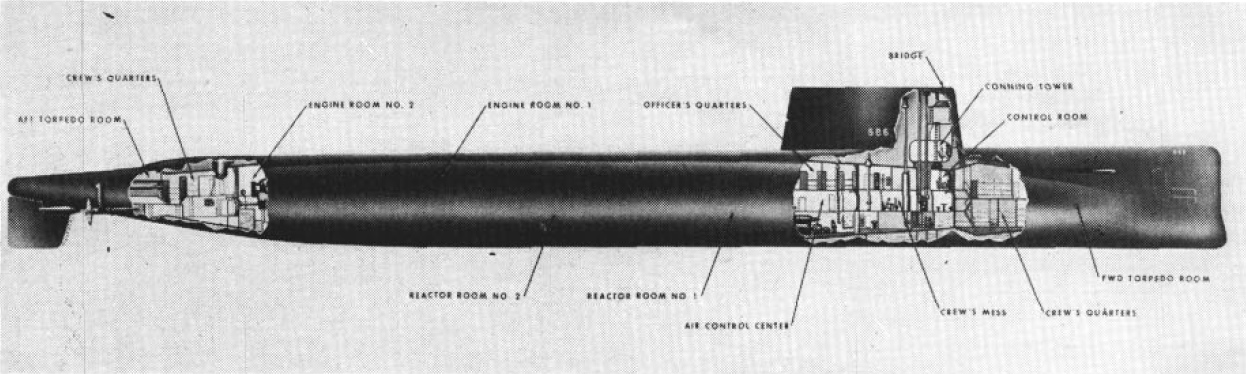
«Тритон» (1959)

На момент побудови «Тритон» був найбільшим з підводних човнів. Його загострений ніс  забезпечував хороший хід  в надводному положенні. Запас  плавучості був у 30%, що забезпечили 22 баластні цистерни; це була рекордна кількість для американських човнах. Він був останнім американським човном, котрий мав бойову рубку, два гвинти і кормові торпедні апарати. 
Ходові випробування «Тритона» почалися 27 вересня 1959 року. Протягом 5 днів обладнання човна було повністю протестовано. Реактори «Тритона» розвинули потужність 45000 к.с., підводна швидкість досягла проєктної відмітки 27 вузлів, а надводна перевищила 30 вузлів «Тритон» провів 4-годинне підводне плавання при повній потужності реакторів і маневрування з аварійним реверсом.  Аварійний реверс - зворотне обертання гвинтів з метою гальмування судна. Його застосування пов'язане з непередбачуваними навантаженнями на елементи корпусу, керма і гвинти, які обмежують керованість і маневреність судна.  
Єдиною проблемою, що виникла під час випробувань, був перегрів системи змащення підшипника правого гребного валу. Тому був встановлений шланг для охолодження  корпусу підшипника забортної водою і призначений черговий для стеження за температурою 
Попередні приймально-здавальні випробування «Тритона» почалися 20 вересня 1959. Випробування проводилися під керівництвом контр-адмірала Ф. МакКоркла (Rear Admiral Francis Douglas McCorkle). За три дні випробувань «Тритон» був визнаний готовим до зарахування до складу ВМС США.

## Служба

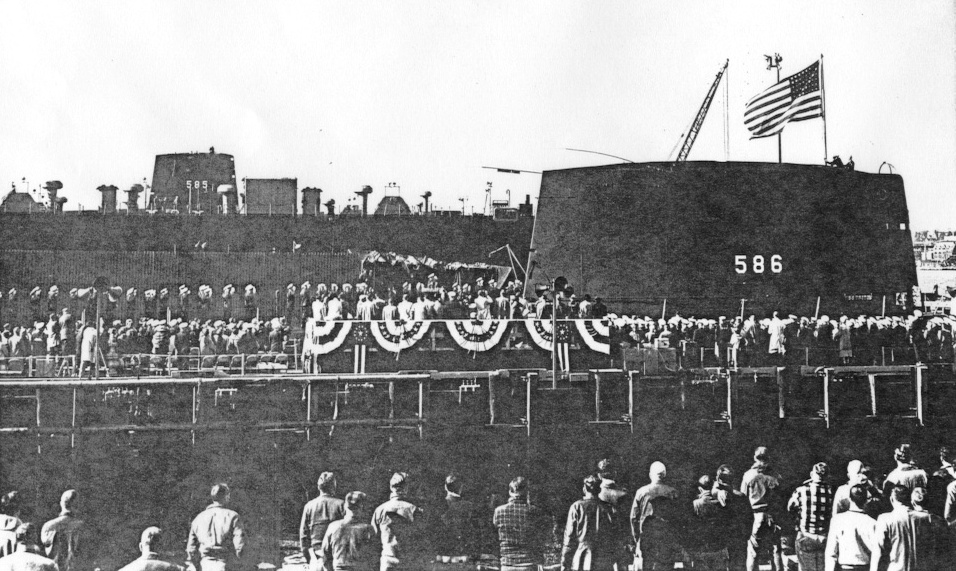
Церемонія передачі «Тритона» флоту

«Тритон» був переданий флоту 10 листопада 1959 року і відданий під командування капітана 1 рангу Едварда Бича.
Тритон був зарахований до складу 10-ї  ескадри підводних човнів  під командуванням контр-адмірала Тома Генрі (Tom Henry). 
«Тритон» пройшов тренувальні торпедні стрільби та інші спеціальні тести на базі ВМС США в Норфолку, після чого 7 грудня 1959 повернувся на верф Electric Boat для установки спеціального комунікаційного устаткування, включаючи прототип буксированої системи зв'язку BRA-3, яка розташовувалася спеціальному обтічнику в кормовій частині головної палуби
20 січня 1960 «Тритон» знову вийшов на ходові випробування. 1 лютого почалися приготування до першого випробувального плавання, яке було призначено на 16 лютого. Плавання проходило у водах Північної Європи, де «Тритон» взаємодіяв з флагманським кораблем  Другого флоту USS Northampton (CLC-1). 

### Навколосвітнє плавання

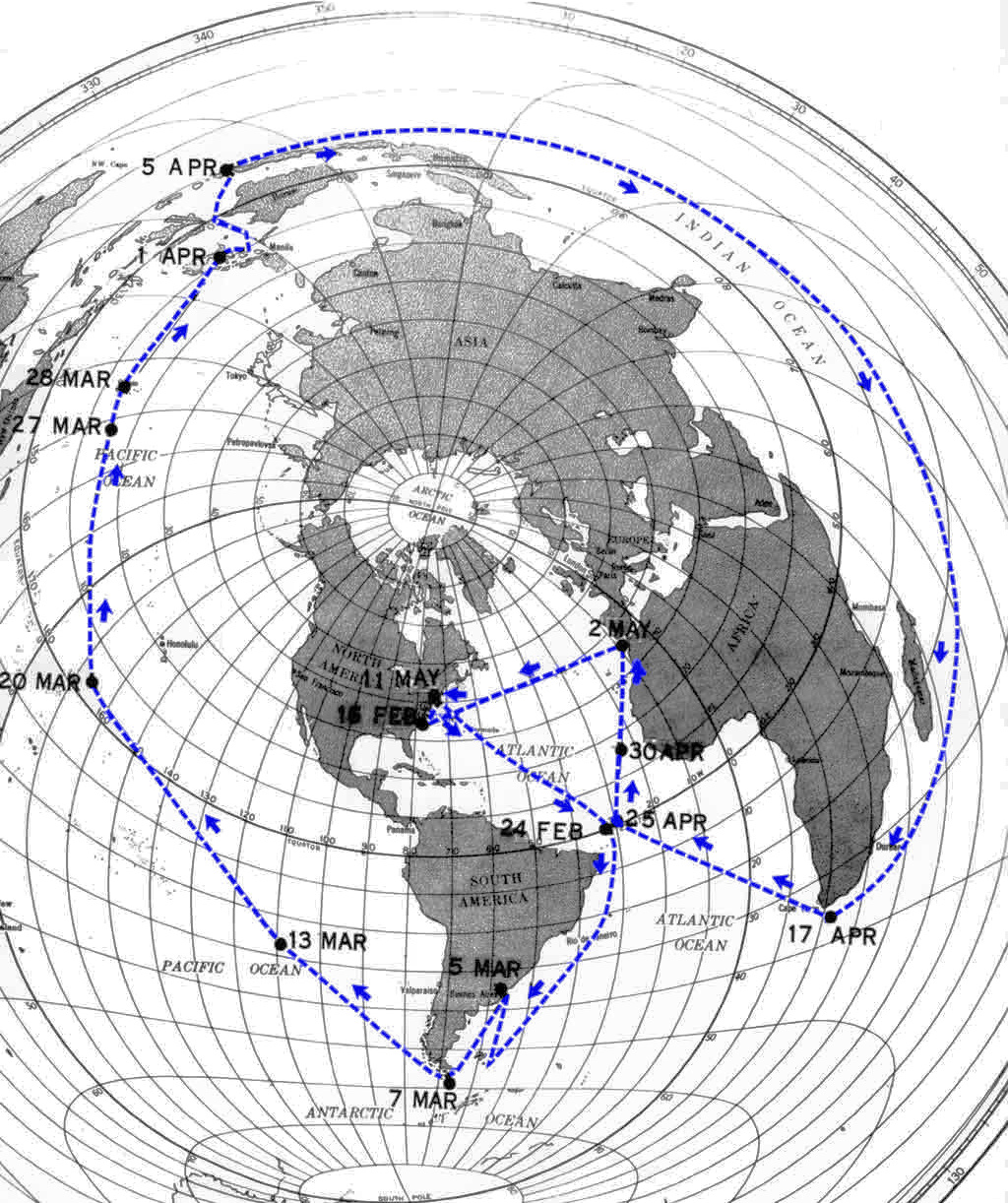
Маршрут навколосвітнього плавання «Тритона»

1 лютого Е. Біч отримав повідомлення від командувача підводними силами Атлантичного флоту контр-адмірала Лоренса Деспіта (Lawrence Daspit) про те, що він запрошений в Пентагон на секретну нараду, котра відбувся 4 лютого 1960 року. Нарада була присвячена першому навколосвітньому плаванню під водою.
Під час свого випробувального плавання «Тритон» вперше в світі здійснив підводну навколосвітню подорож. Плавання проходило за маршрутом першого навколосвітнього плавання Фернандо Магеллана. «Тритон» вийшов в Північну Атлантику 15 лютого 1960. 24 лютого він прибув до скель св. Петра і Павла (St. Peter and St. Paul Rocks), звідки почалося історичне плавання. Залишаючись в підводному положенні з моменту виходу з бази, «Тритон» попрямував до  мису Горн, обігнув край Південної Америки і перетнув Тихий океан. Минувши Філіппіни та Індонезію, човен перетнув Індійський океан, обігнув мис Доброї Надії і 10 квітня, через 60 днів і 21 годину повернулася в початкову точку подорожі. За весь цей час човен сплив всього один раз, 6 березня, щоб передати захворілого матроса на крейсер USS Macon (CA-132)  недалеко від Монтевідео (Уругвай). 10 травня «Тритон» повернувся в Гротон, (штат Коннектикут). 
З політичної точки зору навколосвітнє плавання «Тритона» підвищило міжнародний престиж США. З військової точки зору воно продемонструвало величезну автономність і високу підводну швидкість атомних підводних човнів першого покоління. Під час плавання підводний човен займалася збором океанографічних даних. За це плавання човен був удостоєна подяки президента, а Едвард Біч отримав з рук  Дуайта Ейзенхауера орден «Легіон Пошани» 
У своєму щоденнику командир «Тритона» також зазначив величезні перспективи цього плавання: “За час навколосвітньої подорожі з 24 лютого по 25 квітня 1960 човен пройшов 26 723 морських миль за 60 днів і 21 годину з середньою швидкістю 18 вузлів і чотири рази перетнув екватор.  Повний шлях, пророблений «Тритоном» за 84 дні і 19 годин випробувального плавання склав 36 335,1 морських миль, з яких 83 дня 9:00 і 35 979,1 миль човен знаходився під водою. 
Газета  «Нью-Йорк Таймс» описала навколосвітнє плавання «Тритона» як «тріумф людської доблесті і технічного досвіду, подвиг, який можна розцінити як ще одну яскраву перемогу США в завоюванні моря» .

### Військова служба
Після ремонту, що його провели після навколосвітнього плавання, «Тритон» в серпня 1960 року почав виконувати свої функції корабля радіолокаційного дозору. Він був висунутий у води Північної Європи до складу Другого флоту, щоб брати участь в навчаннях НАТО, спрямованих на виявлення і перехоплення радянських бомбардувальників над Арктикою. «Тритон» також брав участь в маневрах НАТО. Наприкінці першого висунення «Тритон» 2-9 жовтня 1960 здійснив дружній візит в  Бремерхавен (ФРН), перший візит атомного корабля в європейський порт, під час якого на човні побували 8000 відвідувачів. У першій половині 1961  здійснював патрулювання та тренування у складі Атлантичного флоту, включаючи тестування апаратури в морських умовах в цілях розробки перспективного ядерного реактора S5G з природною циркуляцією. «Тритон» також здійснював спостереження за випробуванням  50-и мегатонної бомби на  Новій Землі наприкінці жовтня 1961 року. У цей період зростаюча загроза з боку радянських підводних сил збільшила необхідність в ядерних протичовнових човнах. 
З появою палубного літака АВАКС  WF-2 Tracer, необхідність у використанні встановленого на «Тритон» радара AN / SPS-26 відпала, а розробка спеціальної модифікації цього радара для підводних човнів (AN / BPS-1) була припинена в 1960 році. Після дострокового припинення програми будівництва підводних човнів радіолокаційного дозору, «Тритон» 1 березня 1961 був перекласифікований в багатоцільовий човен (SSN-586)

### Модернізація
В червні 1962 року «Тритон» прибув на військово-морську верфПортсмута для переобладнання в багатоцільовий підводний човен. Екіпаж човна був скорочений зі 172 до 159 осіб. З вересня 1962 по січень 1964 човен пройшов в Гротоні модернізацію, яка включала перезавантаження ядерного палива та перетворення човна у флагманський корабель підводних сил Атлантичного флоту. Оскільки флот відмовився від планів використовувати «Тритон» в первісної функції, радар SPS-26 був замінений на двохкоординатний оглядовий радар AN / BPS-2, який дозволяв човні виконувати функції управління авіаударами.  
Оскільки надалі «Тритон» служив як флагман підводних сил Атлантичного флоту, в літературі було багато спекуляцій на тему, чи був «Тритон» частиною програми  NECPA (система морських командних пунктів на випадок надзвичайної ситуації). Метою програми було забезпечення президента США засобами управління морського базування на випадок війни. Офіційно плавучим командним пунктом президента був крейсер управління «Нортгемптон» і  «Райт» . 
«Тритон» володів багатьма цінними якостями, які перетворювали його в потенційну платформу програми NECPA. Великі розміри човна дозволяли організувати додаткові апартаменти для апарату президента. Висока швидкість забезпечувала швидке переміщення командного пункту, а атомна енергетична установка - необмежену дальність плавання і автономність. Бойовий інформаційний центр володів необхідними засобами управління, включаючи радіобуй, що забезпечував радіозв'язок в підводному положенні. У підводному положенні човен володіла найкращим захистом від засобів масового ураження в порівнянні з надводними кораблями і  повітряними командними центрами. Однак, участь «Тритона» в програмі NECPA досі неясна. .

### Подальша служба

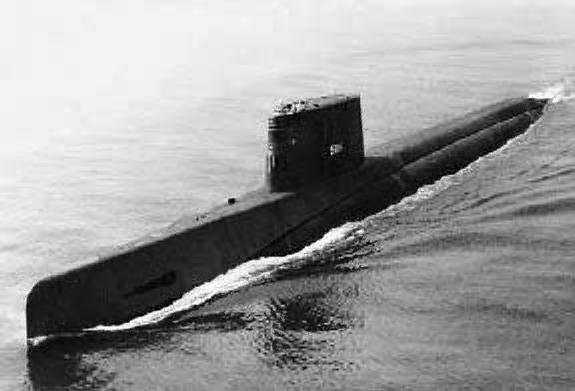
«Тритон» після модернізації. 1964

У березні 1964 року, після завершення модернізації, портом базування «Тритона» був визначений Норфолк. 13 квітня 1964 він став флагманом командувача підводними силами Атлантичного флоту (COMSUBLANT) . В січня 1965 року «Тритон» врятував пілота і пасажирів чартерного рейсу, що зазнав аварії біля берегів  Сен-Круа (Віргінські острови).. 1 червня 1967 новим флагманом  став підводний човен  «Рей» [, а «Тритон» 13 червня був переведений в Нью-Лондон (штат Коннектикут).

### Командири човна
- Едвард Біч  (Edward L. Beach, Jr.)     11.1959 — 07.1961
- Джордж Морин (George Morin)           07.1961 — 09.1964
- Роберт Ролінз (Robert Rawlins)          09.1964 — 11.1966
- Френк Вадворт (Frank Wadsworth)     11.1966 — 05.1969

## Виведення з флоту

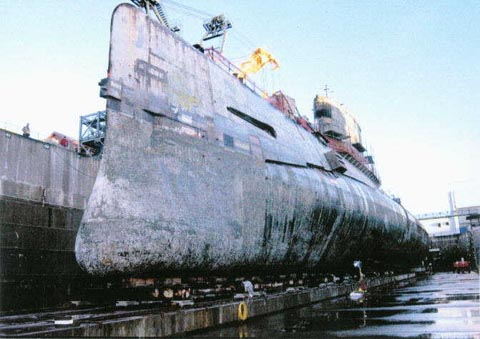
”Тритон” в сухому доці корабельні П'юджет-Саунд, листопад 2007

Через скорочення військових витрат модернізація флоту в 1967 році, була скасована, і “Тритон” разом з 60-ма різними кораблями був запланований для виведення з флоту.  Нові паливні елементи, котрі  були вже підготовлені, для перезавантаження реактора було вирішено скасувати.  
З жовтня 1968 року по травень 1969 човен пройшов процедуру консервації і 3 травня 1969 човен був виведений з флоту, чим став першим списаним атомним човном  США і другим  в світі після радянські човна K-27, проєкт 645 ЖМТ, списаного в 1968 році.  
6 травня 1969 року човен на буксирі прибув в Нью-Лондон, потім в Норфолк, де увійшов у склад  резервного флоту. До 1993 року знаходився в Норфолку, Портсмут (штат Вірджинія.). 
30 квітня 1986 він був викреслений з  Військово-морського реєстру США. 
У серпні 1993 року корпус човна був доставлений на буксирі в Бремертоні (штат  Вашингтон). 
3 вересня 1993 човен зарахували у чергу на утилізацію. 
Утилізацію було завершено 30 листопада 2009 року

### Пам'ять
На хвилерізі  Військово-морської академії США в  Аннаполісі (штат Меріленд) в місці впадання  ріки Северн (Severn River (Maryland)) в протоку Спа-Крік в бухті Аннаполіс встановлений маяк Тритон-Лайт. Він був побудований на кошти Академії і був названий випускниками 1945 року. Команда «Тритона» доставила зразки води з 22 морів, за якими проходило навколосвітнє плавання. Цією водою заповнений глобус, що знаходиться на маяку. Символічне значення глобуса пояснено на меморіальній дошці.  Офіційно відкритий 21 квітня 1999 року. Був названий на честь капітана 1 рангу Едварда Біча старшого (Edward L. Beach, Sr.), який служив хранителем фондів Інституту та його сина, Едварда Біча молодшого, який командував «Тритоном» під час навколосвітнього плавання. Штурвал із рубки «Тритона» експонується у вестибюлі будівлі.
У 2003 році «Тритон» увійшов в Зал слави підводного флоту (Submarine Hall of Fame), куди був номінований Організацією ветеранів підводного флоту США (United States Submarine Veterans Inc., USSVI). Вітрина з предметами з «Тритона» знаходиться в аудиторії Алькорн Ремедж-Холла (Alcorn Auditorium of Ramage Hall), розташованої в Навчальному підводному центрі ВМС США в Норфолку. 
25 червня 2004 в честь «Тритона» названа казарма навчальної установи  ВМС США (US Navys Recruit Training Command)  поблизу Норт-Чикаго (North Chicago, шт. Іллінойс). Будівлі присвячені двом підводним човнам з ім”ям «Тритон» і містять реліквії з обох човнів. Тритон-Холл (Triton Hall) - четверта казарма, побудована за проєктом рекапіталізації RTC, площа її приміщень складає 16000 м.² Будівля розрахована на 1056 рекрутів і містить спальні, класні кімнати, навчальні центри, камбуз, квартердек і сучасну систему кондиціонування повітря. 
На березі річки  Колумбія в штаті Вашингтон заплановано відкриття меморіального парку, присвяченого «Тритону». Меморіал розташовується поблизу порту в кінці бульвару Бентон (Benton Boulevard) в північній частині району  Річланд. Саме тут відбувається вивантаження з баржі ядерних реакторів списаних підводних човнів для відправки їх по суші в  ядерний могильник Хенфорд. 
У парку буде встановлена рубка підводного човна  «Тритон» з інформаційними матеріалами з історії човна. Парк буде також служити туристським атракціоном завдяки своїй близькості до Хенфорд, де зберігаються списані реактори американських підводних човнів і надводних кораблів. Надбудову заплановано розрізати на частини для транспортування і знову зібрати на місці установки. Початок земляних робіт планувалося на 3 квітня 2008 року, урочиста церемонія початку будівництва - на 19 серпня 2008 року, а початок будівельних робіт - на кінець 2009 року. 
В середині грудня 2009 року була закінчена збірка надбудови.  
11 серпня 2010 в Порт-Бентоні відбулася церемонія відкриття пам'ятника, на якій було оголошено про початок фінансування першого етапу будівництва парку (електричне освітлення і бетонну огорожу навколо пам'ятника). Другий етап будівництва передбачає ландшафтні роботи, третій - будівництво автостоянки. Парк стане частиною туристичного маршруту, присвяченого вкладу штату Вашингтон в ядерну програму США